# Auchterhouse Old Mansion House

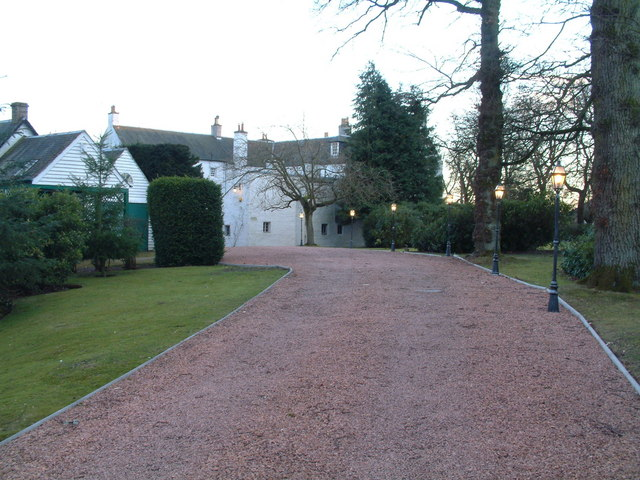
Auchterhouse Old Mansion House

Auchterhouse Old Mansion House ist ein Herrenhaus in der schottischen Ortschaft Auchterhouse in der Council Area Angus. 1971 wurde das Bauwerk in die schottischen Denkmallisten in der höchsten Denkmalkategorie A aufgenommen. Des Weiteren sind verschiedene zugehörige Bauwerke denkmalgeschützt. So sind die zugehörige Lodge, die Wäscherei und das Auchterhouse Bridge Cottage als Kategorie-B-Bauwerke klassifiziert. Die Remise ist hingegen als Kategorie-C-Bauwerke geschützt. Das Taubenhaus von Auchterhouse Old Mansion House ist unabhängig als Denkmal der Kategorie A eingestuft. Auchterhouse Old Mansion House bildet mit verschiedenen zugehörigen Bauwerken außerdem ein Denkmalensemble der Kategorie A. Zuletzt ist der Wallace Tower, die Ruine eines alten Wehrturms, als Scheduled Monument klassifiziert.

## Geschichte
Im Mittelalter befand sich am Standort die Burg Auchterhouse Castle, die John Ramsey, einem Mitstreiter William Wallace’, gehörte. So unterhielt Ramsey zu einem Zeitpunkt Wallace und 300 Männer seines Gefolges. Der zu dieser Zeit bereits existente Wallace Tower wurde später in Gedenken an diese Zusammenkunft benannt. Die Burg zählte zu den bedeutendsten Bauten des Clans Ogilvy. Durch Heirat ging sie an die Earls of Buchan, dann an die Earls of Strathmore über, um schließlich 1715 wieder zu den Ogilvys zurückzukommen. James Stewart, 1. Earl of Buchan trug seit 1469 den Zusatztitel Lord Auchterhouse. Mit Ausnahme des Wallace Tower ist nichts mehr von der Burg aus dem 13. Jahrhundert sichtbar. In die Struktur des Herrenhauses wurden jedoch Fragmente des mittelalterlichen Bauwerks integriert.
Auchterhouse Old Mansion House entstand im Laufe des 17. Jahrhunderts und wurde im mittleren 18. Jahrhundert signifikant erweitert. 1923 wurde das in Dundee ansässige Architekturbüro Mills and Shepherd mit Überarbeitungen betraut. Hierbei wurden auch Fragmente aus dem 17. Jahrhundert, die nahe dem Haus auf dem Grund lagen, integriert. 1979 wurde Auchterhouse Old Mansion House zu einem Hotel umgenutzt. In den 2000er Jahren wurden die Umgestaltungen jedoch wieder zurückgenommen.
Wie auch das Herrenhaus stammt das Taubenhaus aus dem 17. Jahrhundert. Es ist nicht, wie bei früheren Bauten üblich, in Form einer Bienenkorbhütte gestaltet, sondern besitzt bereits die neuere längliche Form mit abschließendem Pultdach.